# Jefferson Airplane
I Jefferson Airplane sono stati un gruppo rock statunitense di San Francisco formatosi nel 1965, pionieri della controcultura statunitense "bandiera" della fiorente scena musicale psichedelica che si sviluppò a San Francisco verso la metà degli anni sessanta.
Tra i gruppi locali di quel periodo, i Jefferson Airplane furono i primi a esibirsi in uno dei "concerti dance" organizzati dal grafico Alton Kelley alla Longshoreman's Hall nell'ottobre 1965; furono i primi inoltre a firmare un contratto discografico con un'importante etichetta, i primi ad apparire in una trasmissione televisiva in onda su scala nazionale, i primi a raggiungere record di vendite e i primi ad andare in tour nella costa atlantica degli Stati Uniti e in Europa.
Durante i tardi anni sessanta i concerti dei Jefferson Airplane furono tra quelli più seguiti al mondo, i loro album ebbero vendite considerevoli, entrarono due volte nella Top 10 Hits per i singoli e in altre occasioni nella Top 20 per gli album, e il loro LP Surrealistic Pillow del 1967 è considerato uno degli album chiave del movimento psichedelico e della cosiddetta "Summer of Love". Suonarono ai tre principali festival rock di fine anni sessanta – Monterey (1967), Woodstock (1969) e Altamont (1969) – oltre ad essere presenti ai primi due festival dell'Isola di Wight.
I Jefferson Airplane furono caratterizzati da diversi cambiamenti e defezioni nel corso degli anni nella formazione del gruppo. Dopo lo scioglimento si formarono i Jefferson Starship, divenuti successivamente solo "Starship", prima di diventare i "Jefferson Starship - The Next Generation" nel 1991. Ma i Jefferson Airplane, così come si erano configurati e avevano raggiunto il successo, se si esclude una momentanea riunione nel 1989, cessarono la loro attività nel 1973. Sono stati inseriti nella Rock and Roll Hall of Fame nel 1996.

## Storia

### Formazione e primi anni (1965 - 1966)

#### Origini

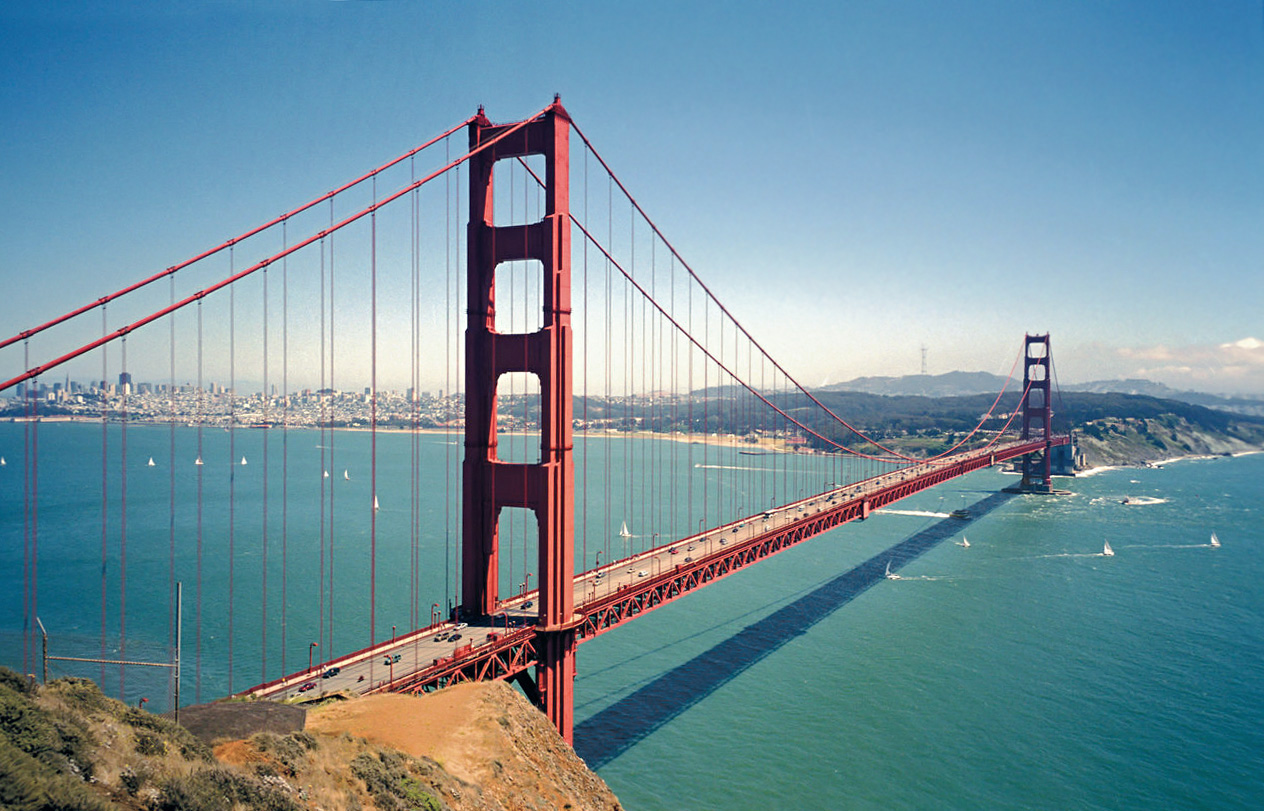
Il Golden Gate, porta d'accesso alla San Francisco Bay Area dove fiorì il boom della musica folk

I Jefferson Airplane si formarono a San Francisco durante l'estate del 1965, emergendo da quello che viene definito il boom della musica folk nella San Francisco Bay Area. Il fondatore del gruppo fu Marty Balin, che si era in precedenza dedicato fra l'altro a una carriera di cantante pop esibendosi nei primi anni sessanta da solo o con il gruppo Town Criers. A metà del 1965 Balin trovò i fondi per aprire un nuovo nightclub, "The Matrix", e poco dopo incontrò il musicista folk Paul Kantner in un altro locale, il "Drinking Gourd".
Kantner aveva iniziato a esibirsi nel circuito folk della baia nei primi anni sessanta, accanto a musicisti come Jerry Garcia, David Crosby e Janis Joplin e prendendo il gruppo folk The Kingston Trio come ispirazione iniziale. Era andato per un breve periodo a Los Angeles nel 1964 dove si era esibito in un duo con il futuro membro degli Airplane/Starship David Freiberg (che successivamente entrò nei Quicksilver Messenger Service).
Balin e Kantner decisero di formare un gruppo che fosse la formazione fissa del Matrix. Balin sentì la cantante Signe Toly Anderson che si esibiva al Drinking Gourd e la invitò a essere la co-cantante del gruppo. Dal canto suo, Kantner reclutò un suo vecchio amico, un promettente chitarrista blues di nome Jorma Kaukonen, originario di Washington, che si era trasferito in California nei primi anni sessanta e aveva incontrato Kantner mentre studiava alla Santa Clara University nel 1962. Kaukonen fu invitato a una jam session con la nuova band e, nonostante un'iniziale riluttanza a partecipare, si convinse dopo aver provato a suonare la chitarra attraverso un pedale delay che faceva parte dell'impianto usato da Ken Kesey per le sue feste esplicitamente chiamate "Acid Tests". La formazione originale fu completata dal batterista Jerry Peloquin e dal bassista acustico Bob Harvey.
Le origini del nome della band sono oggetto di curiosità. "Jefferson airplane" è un termine slang per definire un fiammifero tagliato a metà in verticale usato per reggere una sigaretta o una canna di marijuana troppo corta per essere tenuta fra le dita, così da fumarla fino alla fine senza scottarsi. Una leggenda metropolitana sostiene questa ipotesi, ma secondo il membro del gruppo Jorma Kaukonen il nome fu inventato da un suo amico chitarrista, Steve Talbot, come parodia ai nomi dei musicisti blues, in riferimento a Blind Lemon Jefferson; e fu proprio Kaukonen a suggerirlo ai compagni.

#### Gli esordi

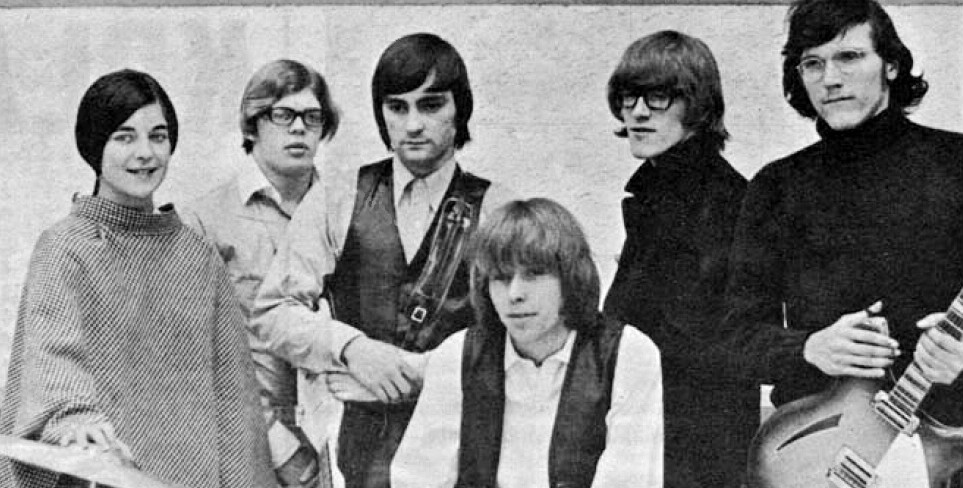
La prima formazione dei Jefferson Airplane. Spence è il terzo da destra

Il gruppo fece la sua prima apparizione in pubblico all'apertura del Matrix club il 13 agosto 1965. Il disdegno di Peloquin per l'uso di droghe da parte degli altri membri della band lo portò ad abbandonare il suo ruolo poche settimane dopo l'avvio del gruppo. Nonostante non fosse un batterista, il cantante-chitarrista Skip Spence (in seguito fondatore dei Moby Grape) fu invitato da Balin a prendere in mano le bacchette.
I Jefferson trassero ispirazioni da gruppi come i Beatles, i Byrds, e i Lovin' Spoonful, sviluppando progressivamente un sound più pop ed elettrico. Gli altri membri decisero che il modo di suonare il basso di Harvey non era adatto al gruppo, e lo strumentista fu rimpiazzato nell'ottobre del 1965 dal chitarrista-bassista Jack Casady, contattato telefonicamente da Jorma Kaukonen e invitato a entrare nel gruppo. Casady suonò per la prima volta con i Jefferson a un concerto in un college di Berkeley, due settimane dopo il suo arrivo a San Francisco.
Lo stile delle performance live della band crebbe rapidamente, e presto gli Airplane ebbero una folta schiera di fan dentro e fuori San Francisco, aiutati dalle ottime critiche del giornalista veterano critico musicale Ralph Gleason, il critico jazz del San Francisco Chronicle; dopo aver visto la formazione al Matrix verso la fine del 1965, la proclamò "una delle migliori band di sempre". Il supporto di Gleason incrementò notevolmente la fama dei Jefferson Airplane, e dopo appena tre mesi il loro manager Matthew Katz ricevette svariate offerte da etichette discografiche, tutto senza che il gruppo fosse mai uscito dall'area della baia di San Francisco.

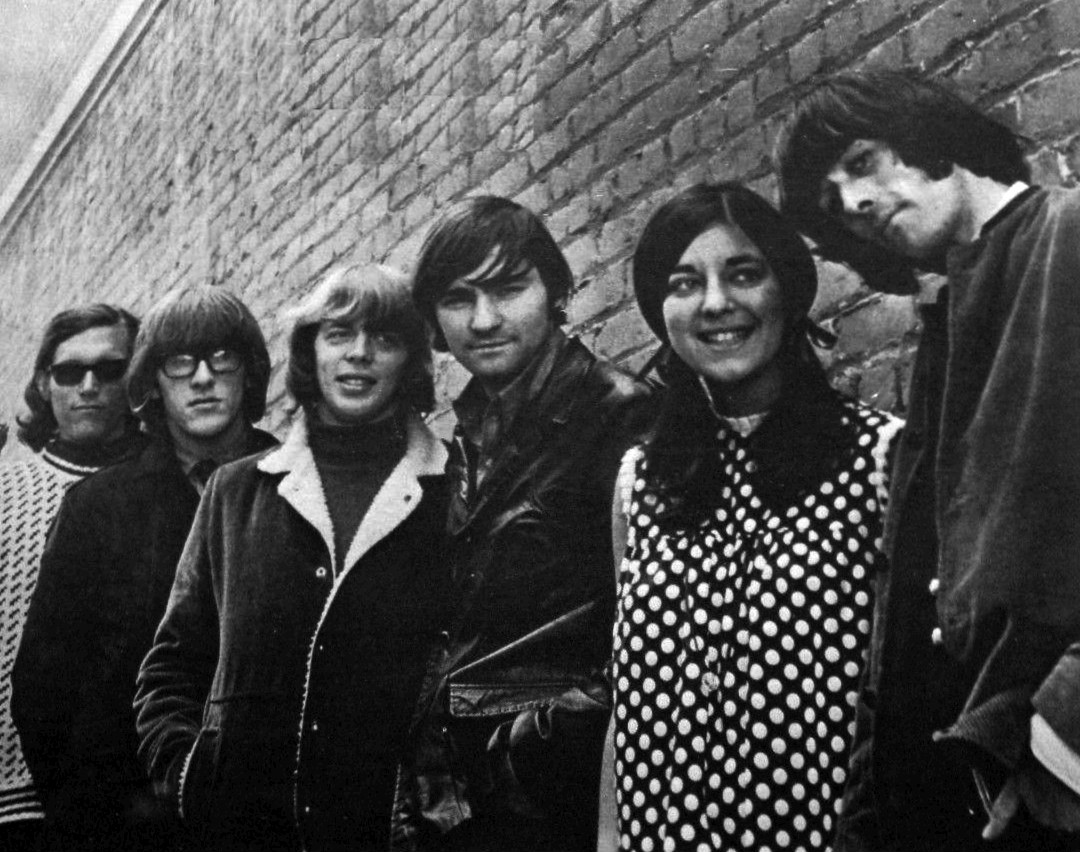
Il gruppo nel 1966. Subentrato a Spence, Dryden è l'ultimo a destra

La formazione rese popolari i light shows, di cui si avvaleva nei concerti notturni o al chiuso e che erano sfruttati anche da altre formazioni di San Francisco. I light shows, degli innovativi giochi di luci e di colori, costituivano una forma di pittura con l'ausilio delle luci: dei liquidi colorati venivano fatti colare su un disco trasparente, attraversato poi da un fascio di luce che era proiettato – talvolta assieme a flash subliminali di volti, corpi e oggetti – sulla parete posta alle spalle del gruppo in azione, formando così motivi psichedelici in movimento, spesso in sincronia con l'impianto ritmico del pezzo eseguito, coinvolgendo lo spettatore e ampliandone le percezioni sensoriali che comunque restavano principalmente di ordine uditivo.
Verso la fine del 1965 si tennero due concerti molto importanti nella carriera degli Airplane. Il primo fu organizzato dal gruppo di promotori "The Family Dog" alla Longshoreman's Hall di San Francisco il 16 ottobre 1965, il primo di varie apparizioni nell'area della baia, e dove Ralph Gleason vide la band per la prima volta. In questo concerto gli Airplane erano affiancati dai Marbles, dai Charlatans e da un'altra band folk-rock locale, The Great Society, che aveva come vocalist Grace Slick, la quale incontrò Kantner per la prima volta quella notte. Poche settimane dopo, il 6 novembre, aprirono un concerto di beneficenza organizzato da Bill Graham, che diventò il loro manager.

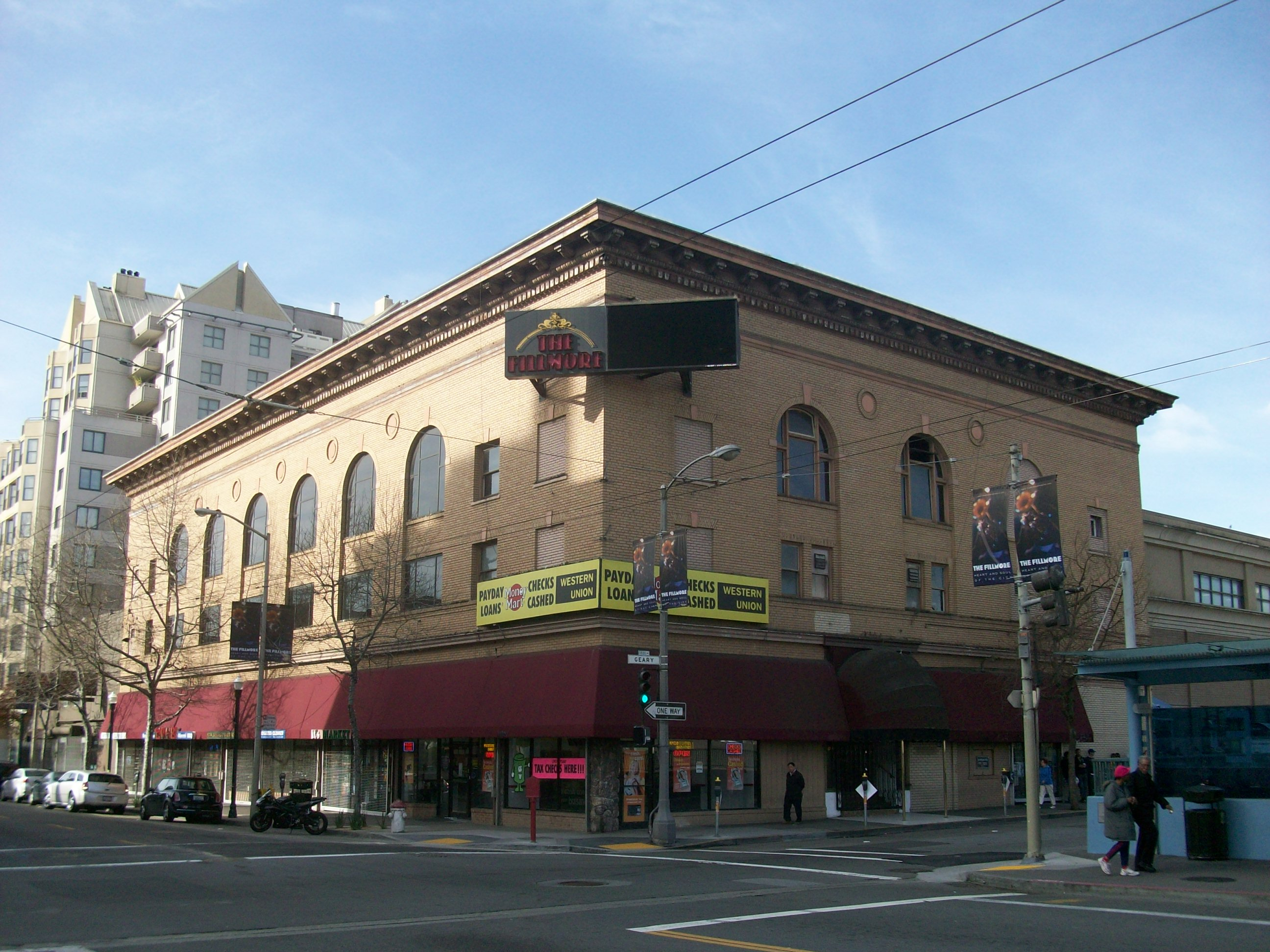
L'edificio del Fillmore Auditorium

Nel novembre 1965 i Jefferson Airplane firmarono un contratto discografico con la RCA Victor. Il 10 dicembre, davanti a un pubblico di 3.500 spettatori, si esibirono al primo show organizzato da Bill Graham alla sala da ballo "Fillmore Auditorium", supportati da una dozzina di gruppi fra i quali i Warlocks (che avrebbero in seguito trasformato il loro nome in The Grateful Dead) e The Great Society, e apparvero anche in una serie di esibizioni promosse da Chet Helms, un musicista texano che aveva raggiunto San Francisco in autostop assieme a Janis Joplin e che aveva rimesso in piedi l'organizzazione The Family Dog. Fu un periodo intenso di spettacoli live per il gruppo, che prese parte anche a un concerto con i Charlatans tenuto alla California Hall nel gennaio del 1966 e alla successiva tre giorni del 4-6 febbraio al Fillmore Auditorium assieme ai Quicksilver Messenger Service e ai New Tweedy Brothers.
Il primo singolo della band fu It's No Secret scritto da Balin in collaborazione con Otis Redding; sul lato B c'era Runnin' Round the World, la canzone che segnò i primi scontri tra il gruppo e la RCA.
Il loro LP di debutto, Jefferson Airplane Takes Off, fu completato nel marzo 1966, e poco tempo dopo, durante la primavera del 1966, Skip Spence abbandonò improvvisamente la band. Fu rimpiazzato dal batterista jazz di Los Angeles Spencer Dryden, che suonò nel suo primo show con gli Airplane al "Berkeley Folk Festival" il 4 luglio 1966.

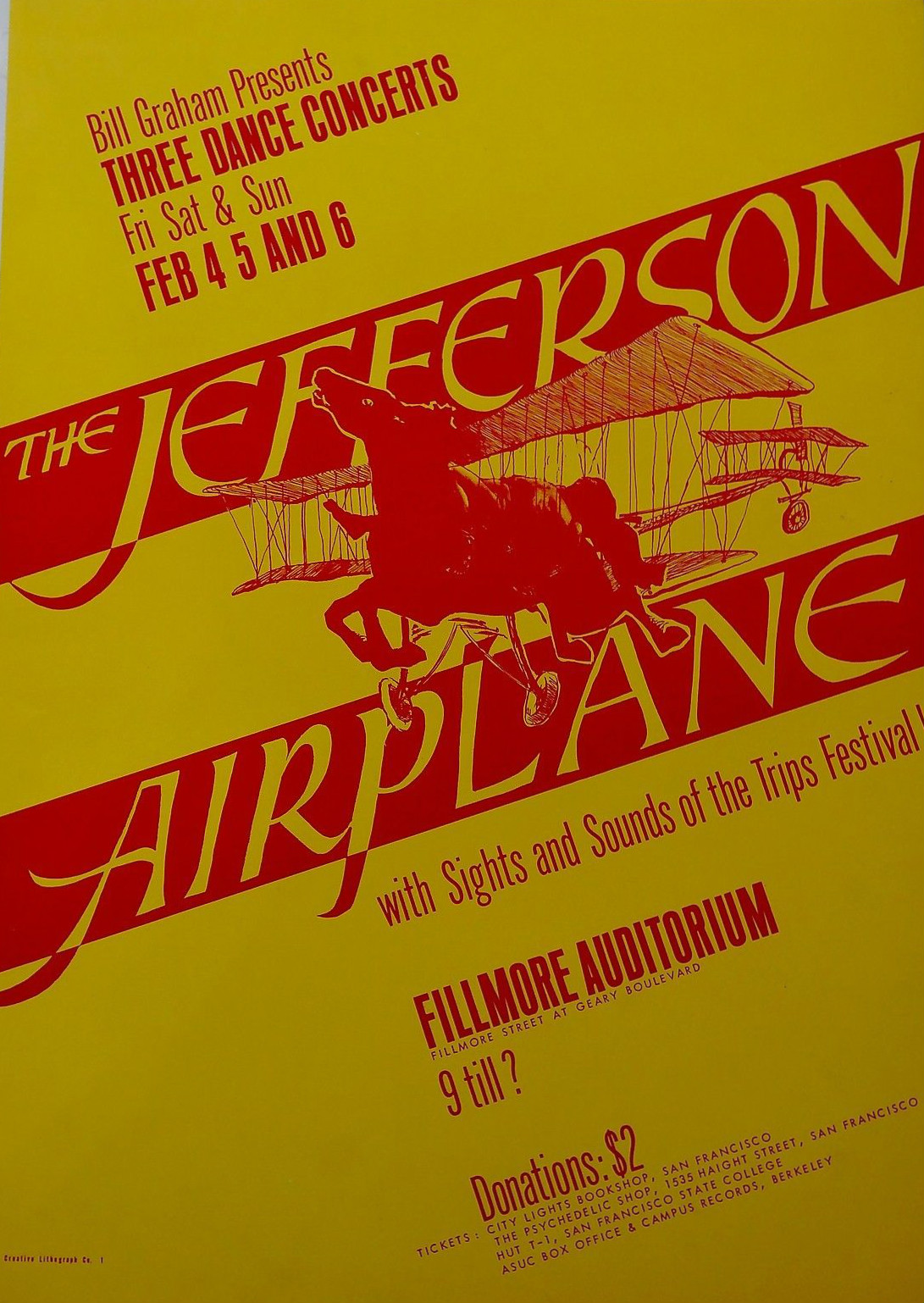
Il poster dei concerti al Fillmore nel febbraio 1966

Il manager Matthew Katz fu licenziato in agosto e i guai legali legati a questo atto proseguirono per anni. Dopo il licenziamento di Katz, l'amico e coinquilino di Balin Bill Thompson divenne il band e road manager del gruppo. Thompson, un instancabile amico e alleato della band, fu il primo a convincere Ralph Gleason e John Wasserman a vedere il gruppo. Grazie all'influenza di Gleason, Thompson riuscì a ingaggiare gli Airplane per importanti esibizioni al Berkeley Folk Festival e al Monterey Jazz Festival.
Jefferson Airplane Takes Off fu pubblicato nel settembre del 1966. La musica folk influenzò notevolmente l'album, che includeva cover come Tobacco Road di John D. Loudermilk e Let's Get Together di Dino Valenti, e ballate originali come It's No Secret e Come Up the Years. L'album riscosse un considerevole successo negli Stati Uniti fino a diventare disco d'oro.
La RCA inizialmente stampò solo 15 000 copie, ma ne vendette più di 10.000 solo a San Francisco, costringendo l'etichetta a riprendere la stampa. Fu a questo punto che la compagnia discografica decise di cancellare il brano Runnin' All Over the World (presente invece nelle prime stampe), per obiezioni dovute al verso "The nights I've spent with you have been fantastic trips" che secondo la RCA nascondeva riferimenti al sesso e alla droga. Furono sostituite anche due canzoni (Let Me In e Run Around) con versioni alterate sempre per problemi riguardanti le liriche. Le stampe originali di Takes Off con Runnin' 'Round the World sono ora pezzi da collezione che valgono migliaia di dollari.

#### L'arrivo di Grace Slick

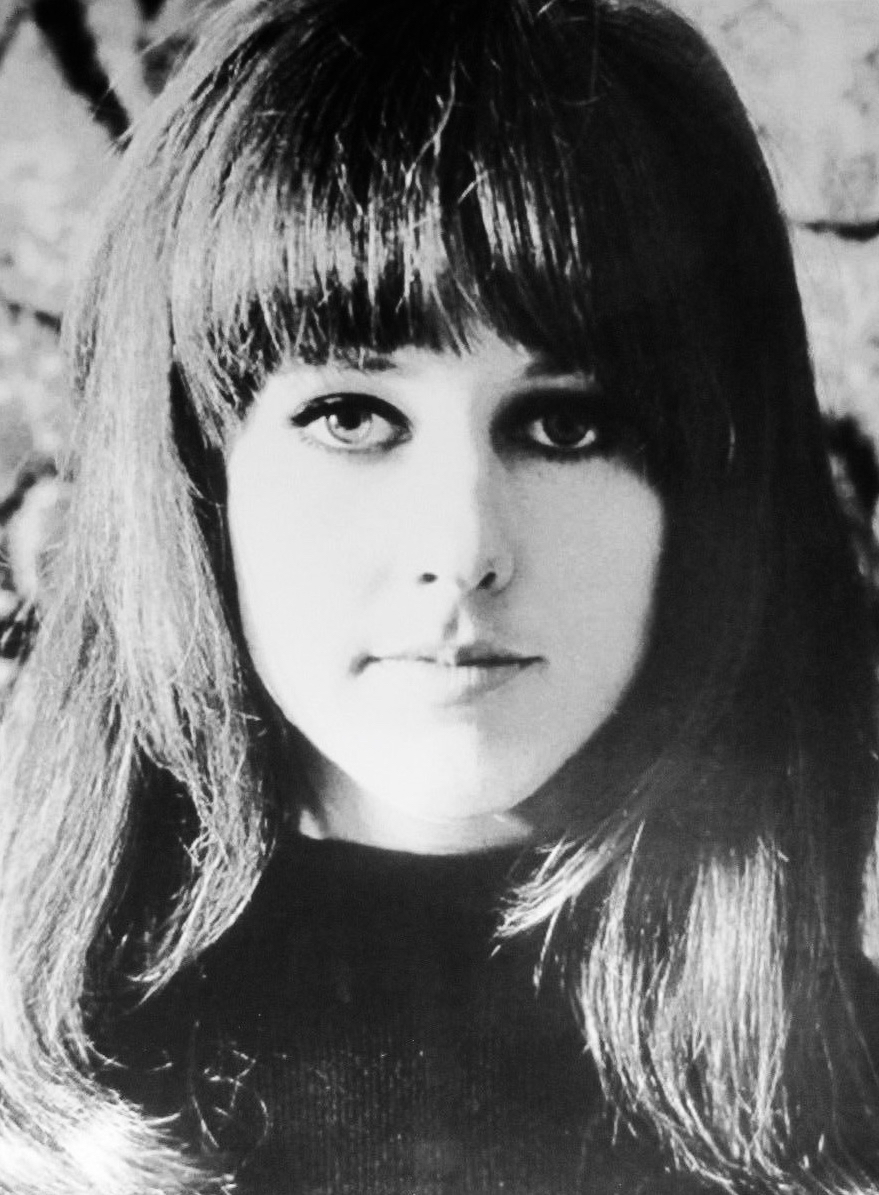
Grace Slick attorno al 1967

Nel tardo 1965 Signe Anderson rimase incinta, e la nascita di una bimba prima e poi la volontà di dedicarsi alla famiglia la condussero a lasciare la band sul finire del 1966. Il suo ultimo concerto con gli Airplane risale all'ottobre 1966, al Fillmore. La notte seguente, la sua sostituta Grace Slick fece la sua prima apparizione con i Jefferson Airplane. Grace, che era stata una modella di professione, era già nota al gruppo – era stata presente al loro debutto al Matrix, e la sua band precedente, The Great Society, aveva fatto più volte da supporto agli Airplane in concerto.
The Great Society registrò una versione di Somebody to Love (chiamata Someone to Love) sul lato B del loro unico singolo, Free Advice; venne prodotto da Sylvester Stewart (presto famoso come Sly Stone) ma testimonianze affermano che ci vollero più di 50 registrazioni per avere una buona resa. The Great Society decise di sciogliersi nell'autunno del 1966 e suonò per l'ultima volta l'11 settembre. Poco dopo, alla Slick venne chiesto di unirsi ai Jefferson Airplane da Jack Casady (le cui doti musicali avrebbero avuto maggiore influenza sulla decisione della cantante di unirsi alla band) e il contratto con The Great Society fu venduto per 750 dollari a Bill Graham.
Il reclutamento della Slick segnò un passo fondamentale nell'affermazione commerciale degli Airplane: possedeva una voce da contralto potente e flessibile, ed incrementò fortemente l'impatto delle performance live.
Ad ogni modo Slick non era solamente una "ragazzina che cantava". Era una decisa individualista, determinata, spesso diretta, molto intelligente, ben educata, grande lettrice e affermata polistrumentista e compositrice. Fu cruciale per gli Airplane, e portò alla band due magnifiche composizioni: Somebody to Love, scritta assieme al cognato Darby Slick, il chitarrista di The Great Society, e White Rabbit, scritta in mezz'ora e per la quale trasse ispirazione dagli effetti psichedelici dell'LSD, dal Boléro di Maurice Ravel e da Le avventure di Alice nel Paese delle Meraviglie di Lewis Carroll.
Un curioso avvenimento interessò la Slick all'epoca della presidenza Nixon: invitata ad un party come ex compagna di college della figlia del Presidente, la Slick portò con sé un microgrammo di LSD, con l'intenzione di scioglierlo nel tè del presidente. Sfortunatamente per lei, fu bloccata all'ingresso da un agente del United States Secret Service che l'aveva riconosciuta, e così non poté mettere in atto il suo psichedelico piano.

### Evoluzione musicale, fama e successo (1967 - 1970)

#### Surrealistic Pillow

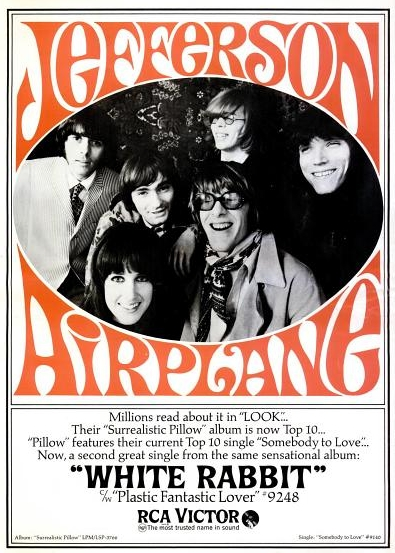
Poster del singolo White Rabbit

Con l'ingresso di Grace Slick si era strutturata la line-up storica dei Jefferson Airplane, formazione non solo sfaccettata per la diversa provenienza geografica dei suoi membri (la Slick era nata a Chicago e aveva origini norvegesi, Balin era di Cincinnati, Kaukonen di Washington D.C. con padre finlandese e madre russa, Kantner nativo di San Francisco, Casady anch'egli di Washington, Dryden nato a New York) ma arricchita dagli apporti delle differenti estrazioni musicali: Balin era stato un artista pop, Kantner aveva derivazioni folk, Kaukonen era un chitarrista blues, Casady affondava le radici nel R&B, Dryden era cresciuto come batterista jazz.
Nel dicembre 1966 i Jefferson Airplane apparvero in un articolo della rivista Newsweek che parlava del boom della scena musicale di San Francisco, uno dei primi di quella che diventò un'esplosione mediatica che dette impulso in maniera determinante alla commercializzazione e alla diffusione della cultura hippie locale.
Intorno all'inizio del 1967 Bill Graham rimosse Bill Thompson dal ruolo di manager della band, e in gennaio partirono per Los Angeles per incidere i brani per il loro nuovo LP, oltre che per fare la loro prima apparizione nelle costa Est degli USA. Sabato 14 gennaio 1967 i Jefferson Airplane si esibirono assieme a Grateful Dead e Quicksilver Messenger Service all'ormai leggendario "Human Be-In", il famoso evento svoltosi al Golden Gate Park che attirò 20.000 persone, a tutt'oggi noto per essere stato uno degli eventi scatenanti dell'esplosione della "Summer of Love". Proprio in ricordo di quella storica giornata, i Jefferson Airplane composero il brano Saturday Afternoon.
Durante questo periodo gli Airplane ottennero il primo riconoscimento internazionale quando furono nominati dalla star nascente del Regno Unito Donovan, che li vide durante un suo periodo trascorso nella costa Ovest degli U.S.A. nel 1966 e che li menzionò nella canzone The Fat Angel, apparsa poi sul suo LP Sunshine Superman.
Il secondo LP del gruppo, nonché l'album che li lanciò sulla scena internazionale, fu Surrealistic Pillow. Fu registrato a Los Angeles in tredici giorni assieme al produttore Rick Jarrard per la cifra di 8.000 dollari. Pubblicato nel febbraio 1967, l'album entrò nella classifica degli album della Billboard il 25 marzo, rimanendo in classifica per più di un anno e arrivando fino al terzo posto.

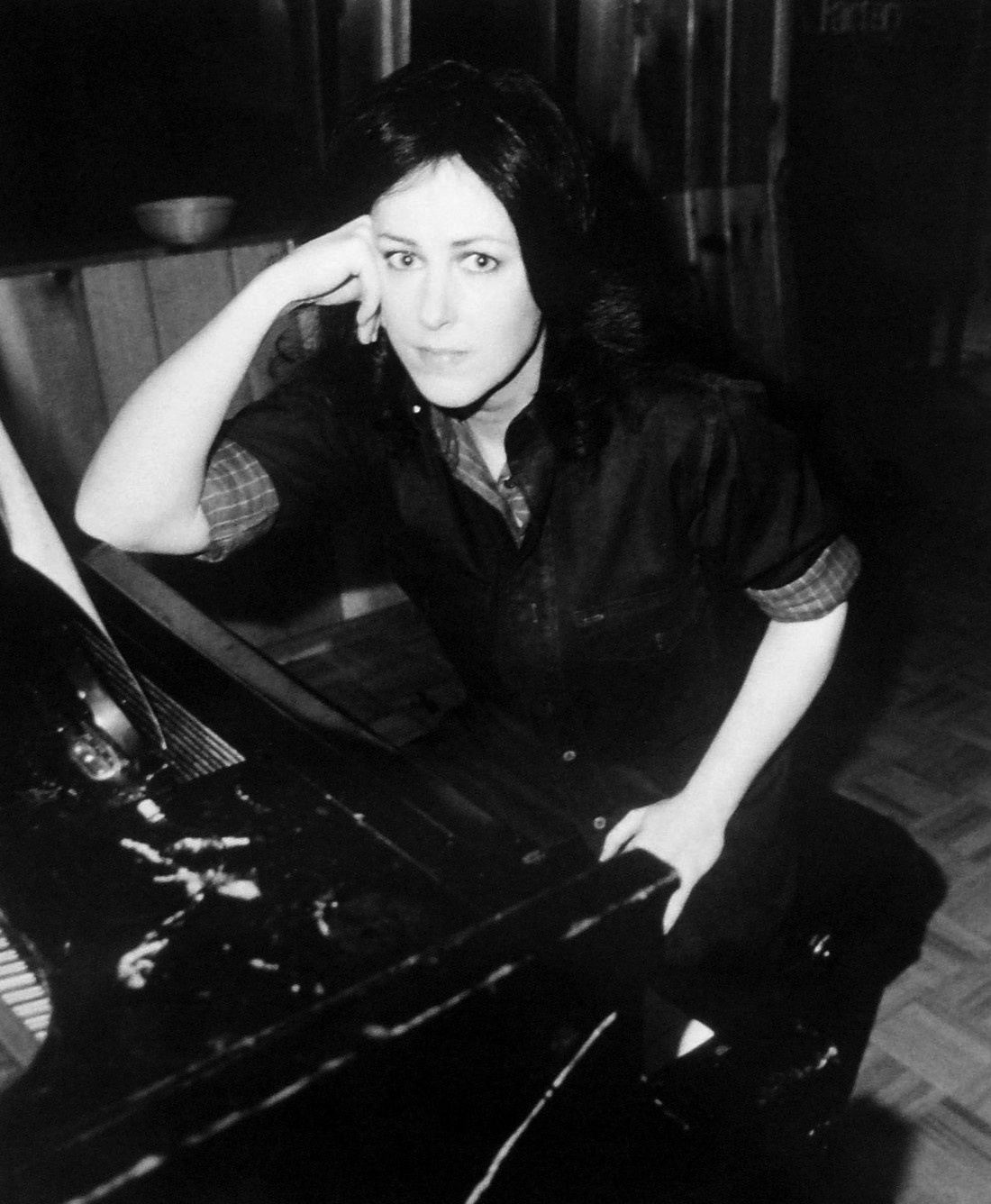
Grace Slick a fine anni sessanta

L'album fu un incredibile successo internazionale, e insieme a Sgt. Pepper's Lonely Hearts Club Band dei Beatles è considerato uno degli album embrionali della "Summer of Love". Il titolo Surrealistic Pillow fu suggerito dal produttore "ombra" dell'album, Jerry Garcia, che commentò ascoltando i nastri dell'album: «Ha il suono di un cuscino surreale». La compagnia di registrazione non permise a Garcia di entrare a far parte dei produttori dell'album, così egli è nominato nell'album come "consigliere spirituale".
Così come le loro canzoni più conosciute, White Rabbit e l'eccitante inno Somebody to Love, l'album include un brano del batterista Skip Spence (My Best Friend), uno composto da Balin, Plastic Fantastic Lover, e la suggestiva Today composta dalla coppia Balin/Kantner. Una reminiscenza delle origini folk della band si trova nel solo di chitarra acustica di Kaukonen Embryonic Journey (sua prima composizione).
Il primo singolo preso dall'album, My Best Friend di Spence, non entrò in classifica, ma i seguenti due singoli lanciarono il gruppo alla vetta. Sia White Rabbit che Somebody to Love entrarono subito in classifica quando pubblicati come singoli (il primo al n. 8, e il secondo al n. 5 della "Billboard single chart") e dal finire del 1967 i Jefferson Airplane furono ormai star internazionali, diventando uno dei più famosi (e meglio pagati) gruppi d'America.
Questa fase della loro carriera culminò nella famosa performance al Monterey Pop Festival nel giugno del 1967, con due canzoni del loro repertorio inserite nel film-documentario dell'evento di D. A. Pennebaker. Monterey diede la possibilità ai gruppi di farsi conoscere in ambito internazionale grazie al forte richiamo del festival, alla grande copertura mediatica dell'evento che esportò il nome delle band a New York, a San Francisco, a Los Angeles e in Inghilterra, e al fatto che i Jefferson Airplane si esibirono – accanto ai migliori gruppi della West Coast – assieme a Jimi Hendrix (in quei mesi di casa a Londra) e al gruppo degli inglesi Who.
Tutte queste band furono inoltre assistite da apparizioni televisive su programmi nazionali come il Johnny Carson Tonight Show e l'Ed Sullivan Show.
Famosa è l'apparizione degli Airplane all'Ed Sullivan Show con l'esecuzione di White Rabbit, nella quale peraltro fu sperimentata in TV una nuova tecnica di ripresa che comprendeva la proiezione di immagini colorate evanescenti sullo sfondo mentre la band suonava, dando un sempre maggiore accento di psichedelia.

#### Cambio di direzione

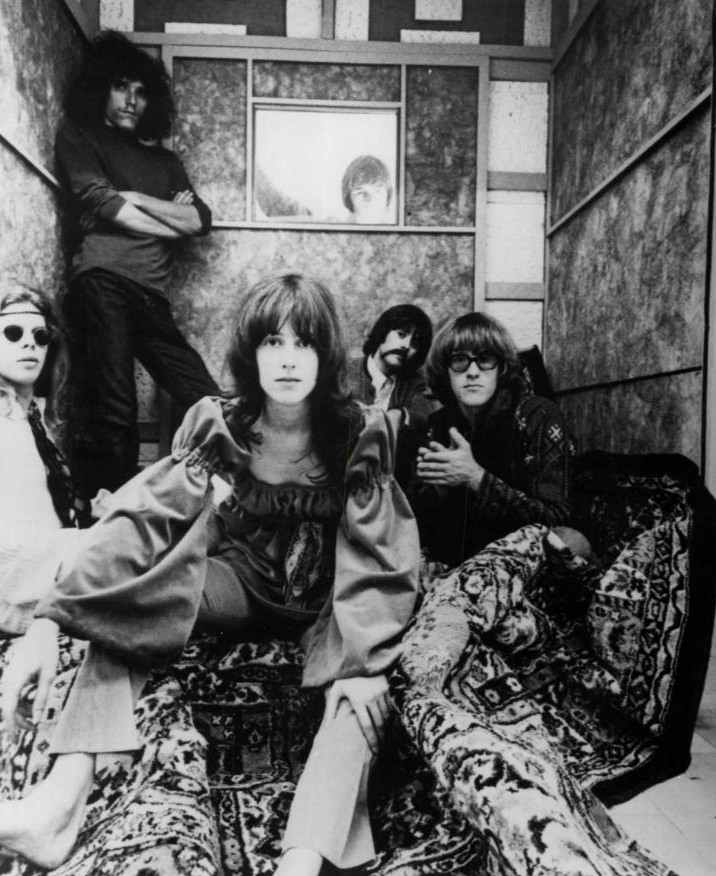
I Jefferson Airplane nel 1967

La formazione dei Jefferson Airplane rimase relativamente stabile fino al 1970, periodo nel quale la band registrò altri cinque album e si esibì molto in America ed in Europa, ma la musica subì una sostanziale trasformazione dopo Surrealistic Pillow, e l'influenza del fondatore Marty Balin iniziò ad affievolirsi dopo il loro primo picco di fama.
Gli Airplane finirono profondamente nell'Acid Rock con il loro terzo LP, After Bathing at Baxter's. Il prodotto di molte sessioni durate mesi, fu pubblicato il 27 novembre 1967, ed entrò in classifica a dicembre, fino a raggiungere la 27ª posizione. La sua celebre copertina è stata disegnata dall'artista Ron Cobb.
Le influenze chiave della nuova direzione presa dalla formazione furono l'emergere di Jimi Hendrix, e il primo tour statunitense della superband inglese Cream, che indusse molti gruppi, compresi gli Airplane, ad adottare un sound più pesante e a dare più enfasi alle improvvisazioni.
Questo fu evidente in Baxter's, che richiese più di sette mesi di registrazioni, con piccole interferenze da parte del produttore Al Schmitt. Mentre il precedente LP consisteva di canzoni relativamente brevi (2 o 3 minuti), il nuovo album fu dominato da lunghe suites, che dimostravano la crescita del gruppo nell'ambiente del rock psichedelico. Esso segnò anche l'emergere di Kantner e della Slick come i due maggiori compositori della band, e il declino del passato maggior compositore Marty Balin.
Baxter's segnò anche la fine della corsa al successo nelle classifiche dei singoli. Sia White Rabbit che Somebody to Love entrarono nella US Top 10, ma il singolo estratto da Baxter's, The Ballad of You and Me and Pooneil, raggiunse un mediocre 43º posto. Nessuno dei seguenti singoli raggiunse la Top 50 e molti non arrivarono nemmeno in classifica.
Nonostante questo, i Jefferson Airplane continuarono a raggiungere ottimi risultati per gli album, ottenendo tra il 1967 ed il 1972 una catena di otto album consecutivi nella Top 20 negli USA, con Surrealistic Pillow e Crown of Creation nella Top 10.

#### Crown of Creation, Woodstock eVolunteers

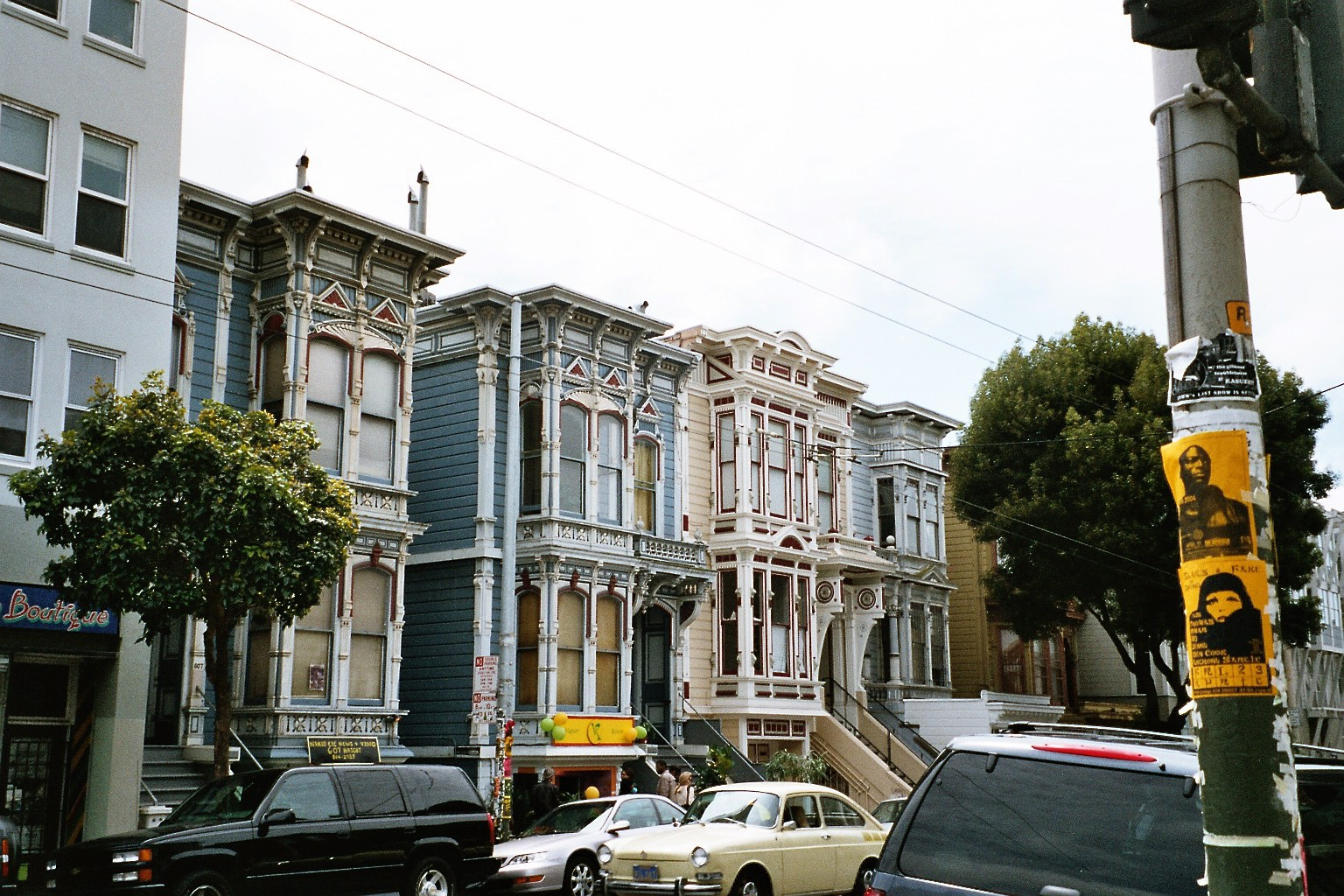
Scorcio di Haight-Ashbury

Nel febbraio del 1968 il manager Bill Graham fu licenziato dopo che Spencer Dryden, spalleggiato da Grace Slick, lanciò l'ultimatum: «O se ne va lui o ce ne andiamo noi». Prese il suo posto come manager permanente Bill Thompson, che si preoccupò di consolidare la sicurezza finanziaria del gruppo, introducendo la Icebag Corp per controllare gli interessi pubblici della band e comprando una villa da 20 camere al 2400 di Fulton St nel distretto di Haight-Ashbury, villa che diventò la residenza ufficiale della band.
Cresciuti in popolarità tanto da essere ripresi nella copertina della rivista Life del 28 giugno 1968, gli Airplane intrapresero il loro primo importante tour europeo sul finire dell'estate e inizio autunno del 1968, in associazione con i Doors, esibendosi nei Paesi Bassi, Regno Unito, Belgio, Germania e Svezia. Un incidente di cui si rese protagonista Jim Morrison avvenne durante un concerto ad Amsterdam; mentre i Jefferson Airplane stavano suonando Plastic Fantastic Lover, un Morrison in preda a stupefacenti apparve sul palco e iniziò a ballare. La band iniziò a suonare sempre più velocemente seguita dal ballo di Morrison fino a che questi non cadde in stato di incoscienza ai piedi di Balin. Ovviamente Morrison non fu in grado di sostenere il concerto della sua band, e Ray Manzarek fu costretto a cantare tutte le canzoni.
Il quarto LP dei Jefferson Airplane, Crown of Creation, pubblicato nel settembre 1968, fu un lavoro che talvolta indulge al manierismo ma che ha dei tratti notevoli, per esempio nella tessitura delle chitarre acustiche in più di un brano, che arrivò al numero 6 in classifica. Tra i brani dell'album Lather, composto dalla Slick in riferimento alla sua relazione con il batterista Spencer Dryden e Triad, un brano abbastanza spinto di David Crosby che aveva come argomento un ménage a trois e che perciò era stato rifiutato dai Byrds.
L'inno alle droghe e al sesso della Slick Greasy Heart fu pubblicato come singolo nel marzo del 1968. Molte tracce registrate furono escluse dall'LP; fra queste, Would You Like a Snack?, composizione sui cicli mestruali di Grace Slick – e forse perciò lasciata fuori in quanto eccessivamente spinta – che la cantante aveva scritto assieme a Frank Zappa.

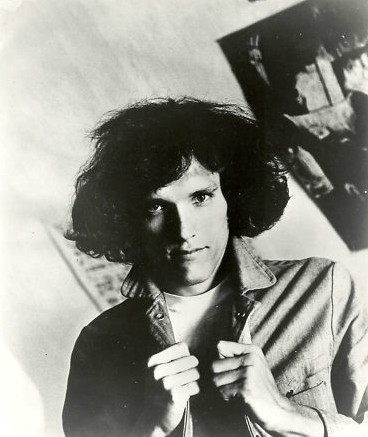
Jorma Kaukonen

Nel febbraio 1969 la RCA pubblicò l'album live Bless Its Pointed Little Head, in lavorazione dal concerto del tardo 1968 al Fillmore West il 24-26 ottobre e al Fillmore East il 28-30 novembre. L'album diventò il quarto lavoro della band entrato nella top 20, piazzandosi al n. 17 della classifica.
All'inizio di agosto del 1969 la band fece un concerto gratuito nel Central Park di New York come headliner, e pochi giorni dopo si esibì di mattina al festival di Woodstock, per il quale la formazione assunse il tastierista Nicky Hopkins. Quando fu intervistato da Jeff Tamarkin su Woodstock nel 1992, Kantner continuò a dire che fu una bellissima esperienza, giudizio in buona parte condiviso da Grace Slick.
Immediatamente dopo l'esibizione di Woodstock, l'ultimo giorno dell'evento, suonarono dal vivo al Dick Cavett Show; successivamente iniziò la registrazione per il loro nuovo album con l'uso di un'attrezzatura a 16 piste nel "Wally Heider Studio" a San Francisco. Fu questa l'ultima registrazione con la formazione "classica" del gruppo.
Volunteers venne pubblicato negli USA nel novembre del 1969, continuando la corsa nella Top 20 degli LP e piazzandosi al n. 13 nel 1970. Fu il lavoro più politicamente schierato dei Jefferson Airplane, con cui il gruppo espresse la propria avversione per la guerra del Vietnam e dichiarò la contrarietà alla crescente atmosfera di repressione politica negli USA. Il brano Wooden Ships, che Paul Kantner co-scrisse con David Crosby e Stephen Stills, fu registrato anche da Crosby, Stills and Nash nel loro album d'esordio, ma entrambi i gruppi la pubblicarono lo stesso anno, e data la co-produzione, entrambe le versioni sono considerate originali.

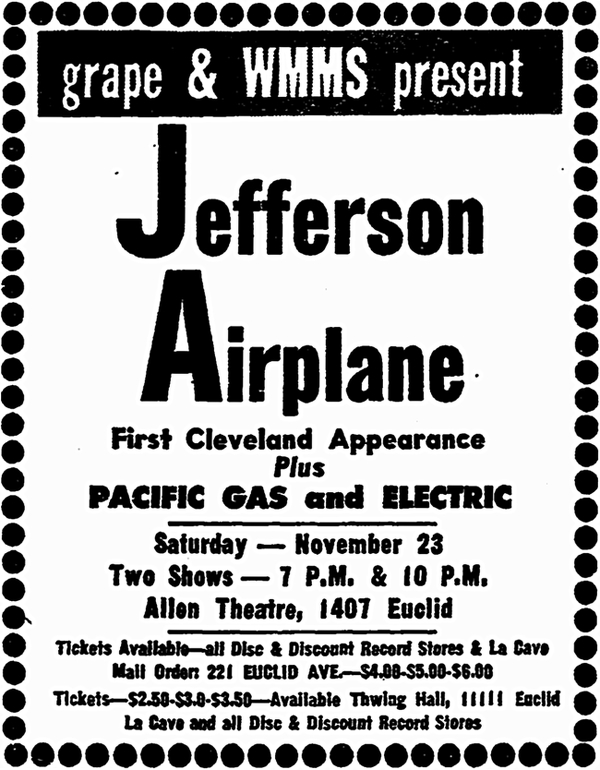
Manifesto di un concerto del 1968

La RCA ebbe da ridire sulla presenza della frase "up against the wall, motherfucker" nel testo della canzone di Paul Kantner We Can Be Together, ma la band fu in grado di prevenirsi contro la possibilità di censura, dichiarando che la RCA aveva già dato il consenso affinché l'uso della parola offensiva fosse utilizzata nell'album musicale del rock musical Hair – sebbene la compagnia l'avesse cambiato con la parola "fred" nella versione ufficiale del testo.
Nel dicembre dello stesso anno i Jefferson Airplane suonarono allo sfortunato concerto gratuito che si tenne ad Altamont, a un'ottantina di chilometri a est di San Francisco. Lo spettacolo, che vide i Rolling Stones come gruppo principale, fu guastato dalla violenza. Marty Balin fu picchiato durante una zuffa con i membri degli Hell's Angels, che erano stati assunti come security. L'evento divenne famoso per l'accoltellamento a morte di uno spettatore a pochi metri dal palco da parte degli Hell's Angels, che notarono in tempo l'uomo che estraeva una pistola durante l'esibizione degli Stones. Questo incidente è al centro del film documentario Gimme Shelter.
Spencer Dryden e gli Airplane divorziarono nel 1970, anche a causa del fatto che il batterista non si sentiva a proprio agio nel gruppo. Dryden si legò ai New Riders of the Purple Sage e fu sostituito da Joey Covington, un musicista di Los Angeles, che aveva suonato con gli Hot Tuna durante il 1969.
Il tour continuò durante la primavera e l'estate del 1970, ma l'unica registrazione del gruppo per quell'anno fu il singolo Have You Seen the Saucers?, con Mexico sul lato B. Quest'ultimo pezzo fu un brano che attaccava la cosiddetta Operation Intercept varata dal presidente Richard Nixon per arginare l'ondata dell'uso di marijuana negli USA , mentre il lato A segnò l'inizio di un'ossessione di Kantner per la fantascienza che il musicista esplorò durante il resto del decennio seguente.

### Progetti paralleli

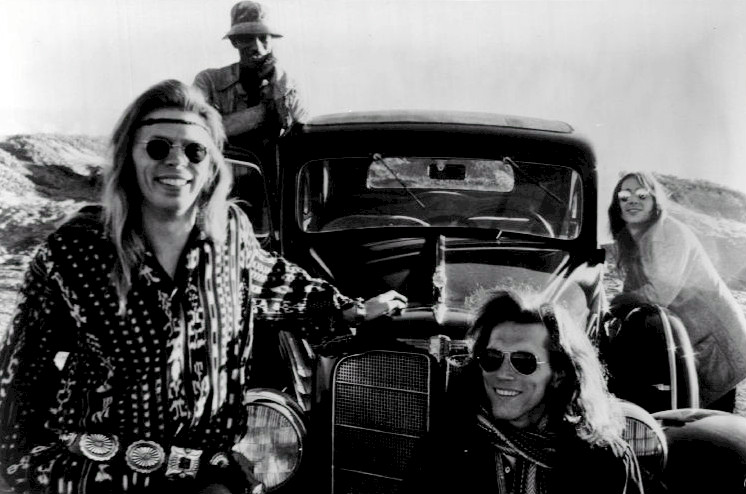
Gli Hot Tuna: Casady e Kaukonen in primo piano, Papa John Creach e Sammy Piazza sullo sfondo (1972)

Nel 1970, durante il periodo di gravidanza di Grace Slick nel quale il gruppo non smise di suonare in concerti live, Jack Casady e Jorma Kaukonen lanciarono il loro progetto parallelo (o side project) formando la band Hot Tuna: era un ritorno alle loro radici blues. Cominciò come un duo, con un paio di brevi esibizioni prima del principale concerto degli Airplane, ma dopo alcuni mesi altri membri degli Airplane, così come altri musicisti (incluso Joey Covington), parteciparono alle performance degli Hot Tuna. Durante la fine del 1969 Casady e Kaukonen registrarono un album blues acustico, che uscì nella primavera del 1970 ed ebbe grande successo, arrivando ad occupare la posizione numero 30 delle classifiche degli Stati Uniti d'America. Nei successivi due anni, il progetto Hot Tuna cominciò a richiedere sempre più tempo ai due chitarristi, contribuendo alle crescenti divisioni tra i membri degli Airplane, che sarebbero giunte al culmine durante il 1972.
Il progetto Hot Tuna portò anche all'aggiunta di un nuovo membro della band. Covington aveva incontrato a Los Angeles, verso la metà degli anni sessanta, un violinista jazz-blues molto esperto, Papa John Creach; gli propose di partecipare a un concerto degli Airplane al Winterland di San Francisco nell'ottobre del 1970 e subito dopo proprio Creach fu invitato ad aggiungersi agli Hot Tuna, diventando presto un membro permanente degli Airplane, giusto in tempo per il loro tour autunnale. Il concerto al Winterland fu un punto cruciale per gli Airplane anche per un altro motivo – fu una dedica alla loro vecchia amica Janis Joplin, che era morta a Los Angeles per un'overdose di eroina il giorno prima del loro concerto, e per questo Marty Balin, che le era molto amico, rifiutò di esibirsi con la band quella notte.
Durante questo periodo, Paul Kantner aveva lavorato al suo primo album da solista, un progetto in tema fantascientifico registrato con alcuni membri degli Airplane e altri amici. L'album uscì nel dicembre del 1970 con il titolo Blows Against the Empire e con autore "Paul Kantner/Jefferson Starship". Questa versione "prototipo" dei Jefferson Starship includeva David Crosby e Graham Nash, i membri dei Grateful Dead Jerry Garcia, Bill Kreutzmann e Mickey Hart e componenti degli stessi Airplane come Grace Slick, Joey Covington e Jack Casady.
I Jefferson Airplane chiusero il 1970 con la loro tradizionale partecipazione al concerto del Giorno del ringraziamento al Fillmore East (l'ultima performance della line-up di breve durata formata da Kantner/Balin/Slick/Kaukonen/Casady/Creach/Covington) e con l'uscita del loro primo album compilation, The Worst of Jefferson Airplane, che continuò il loro ininterrotto successo nelle classifiche, raggiungendo la posizione numero 12 nella Billboard.

### Declino e scioglimento della band (1970 - 1973)

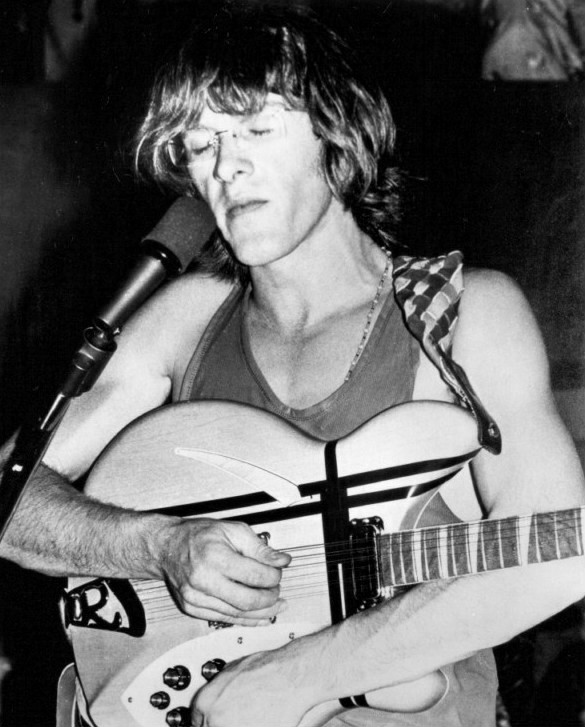
Paul Kantner (1972)

Il 1971 fu un anno di grandi cambiamenti per i Jefferson Airplane. Grace Slick e Paul Kantner avevano incominciato una relazione durante il 1970 e il 25 gennaio 1971 era nata la loro figlia China Wing Kantner. Il divorzio di Grace dal suo primo marito avvenne poco prima della nascita della bambina ma Grace e Paul decisero di comune accordo di non volersi sposare. Nel marzo del 1971, il fondatore e cantante degli Airplane, Marty Balin, decise di lasciare la band dopo mesi di isolamento dagli altri. Nonostante fosse rimasto parte delle esibizioni live del gruppo, sia un problema di alcolismo che l'evoluzione dei rapporti oramai strettissimi tra Kantner e Slick e tra Kaukonen e Casady lo facevano sentire fuori posto e per questo decise di lasciare la band. Era stato anche profondamente segnato dalla morte della sua amica Janis Joplin e aveva iniziato a seguire uno stile di vita più salutare; lo studio dello yoga e l'astenersi dal bere fecero sì che si allontanasse sempre di più dagli altri membri del gruppo, visto che la loro assunzione di droga continuava senza problemi. Questo inoltre complicò anche la registrazione del loro album successivo. Il 13 marzo 1971, Grace Slick rimase ferita seriamente in un incidente d'auto quasi mortale: la sua auto colpì un muro in un tunnel vicino al Golden Gate Bridge a San Francisco Il suo completo recupero richiese alcuni mesi, il che costrinse i Jefferson Airplane ad annullare la maggior parte dei loro concerti e impegni in tour del 1971.
La band ritornò in studio alla fine del 1971. Il loro successivo LP Bark uscì nel settembre del 1971 come pubblicazione inaugurale dell'etichetta Grunt Records, di proprietà degli stessi Airplane. Il singolo scelto da quest'album, Pretty As You Feel, fu estrapolato da una lunga jam con Carlos Santana e vede anche la partecipazione di Joey Covington alla voce, il compositore della canzone. Fu l'ultimo singolo dei Jefferson Airplane a piazzarsi nelle classifiche USA, stabilendosi alla posizione numero 60. Intanto, le tensioni creative e personali nel gruppo incominciavano a diventare sempre maggiori. Anche con l'abbandono di Balin, le divisioni creative e personali tra Slick e Kantner da un lato e tra Kaukonen e Casady dall'altro rimasero immutate (la canzone di Kaukonen, Third Week in the Chelsea, nell'album Bark, racconta i pensieri che stava avendo riguardo al lasciare la band). Questi problemi furono peggiorati dall'uso crescente di droga – e dall'alcolismo di Slick – che resero gli Airplane sempre più inaffidabili nei loro impegni live e portarono a situazioni caotiche ai concerti. All'inizio del 1972 era evidente alla maggior parte delle persone vicine al gruppo che i Jefferson Airplane erano prossimi al collasso.

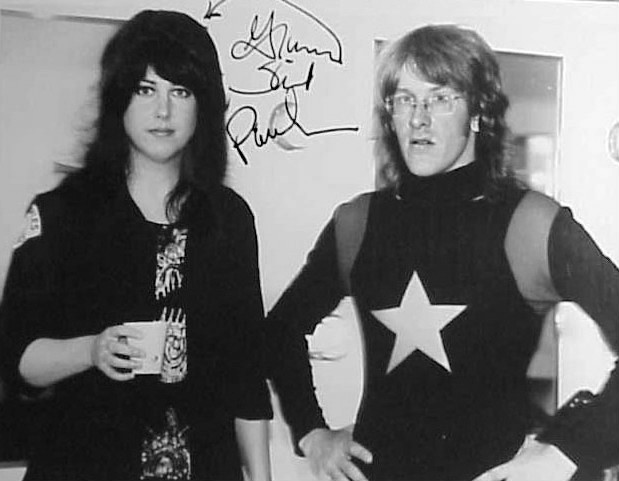
Grace Slick e Paul Kantner alla metà degli anni settanta

La band rimase insieme abbastanza a lungo per registrare un altro LP, Long John Silver, che fu iniziato in aprile del 1972 e pubblicato in luglio. Fu un risultato piuttosto sconnesso da questo gruppo una volta grande, i cui membri oramai erano più interessati ai loro vari progetti solisti – gli Hot Tuna, per esempio, avevano messo in commercio un secondo LP durante il 1971, che risultò anche di maggior successo rispetto al precedente. Nonostante fosse ancora un membro di diritto della band, Joey Covington era immerso nella produzione del suo album con Peter Kaukonen (fratello di Jorma) e di Black Kangaroo, altro album di Kaukonen. Di conseguenza, John Barbata (dei Turtles e CSNY) suonò nella maggior parte dell'album e continuò nel tour promozionale che seguì.
Con l'abbandono ufficiale di Covington e l'aggiunta alle voci del vecchio amico di Kantner David Freiberg, i Jefferson Airplane incominciarono un tour promoziale per l'LP Long John Silver nell'estate del 1972, i loro primi concerti da oltre un anno. Questo tour incluse un grande concerto gratuito in Central Park che vide la partecipazione di oltre 50.000 persone. Tornarono nella Costa Pacifica in settembre, con concerti a San Diego, Hollywood e Albuquerque, raggiungendo il culmine in due show al Winterland di San Francisco il 21 e 22 settembre, i quali vennero entrambi registrati. Alla fine del secondo spettacolo, il gruppo fu raggiunto sul palco da Marty Balin, che cantò l'ultima canzone, You Wear Your Dresses Too Short.
Nonostante l'assenza di annunci ufficiali, gli spettacoli al Winterland segnarono la fine dei Jefferson Airplane così come erano nati e maturati negli anni sessanta e primi anni settanta. All'inizio del 1973, Casady e Kaukonen avevano lasciato il gruppo per concentrarsi nel progetto Hot Tuna e si erano anche appassionati al pattinaggio, cosa che Freiberg aveva accettato con riluttanza nel tentativo di rafforzare l'unione del gruppo. Quest'ultimo avrebbe registrato poi con Kantner e Slick l'album di scarso successo Baron von Tollbooth & the Chrome Nun, prima della creazione del progetto Jefferson Starship, nato dagli stessi Jefferson Airplane; sia Kantner che Slick avrebbero poi registrato album solisti.
Il secondo album live dei Jefferson Airplane, Thirty Seconds Over Winterland, uscì nell'aprile del 1973. È ricordato soprattutto per la sua copertina, che mostra tanti tostapane volanti, un disegno che probabilmente fu plagiato anni dopo per il famoso screensaver per computer di nome "After Dark".
Nel 1974 Early Flight, una collezione di singoli e b-side comprendenti anche le canzoni Mexico e Have You Seen the Saucers, così come altro materiale inedito su album, l'ultimo album ufficiale dei Jefferson Airplane.

### Dopo lo scioglimento (1973 - oggi)

#### Jefferson Starship / Starship
Nel 1974, quattro anni dopo Blows Against the Empire (l'album del progetto Jefferson Starship con Paul Kantner), presero vita ufficialmente gli Starship, con i cantanti Grace Slick e Marty Balin, tra gli altri membri. Ebbero il loro maggior successo negli anni settanta con i brani Miracles, With Your Love e Count on Me, tutti composti da Balin.
Negli anni ottanta, dopo che Balin e Slick ebbero lasciato la band, Mickey Thomas divenne il leader del gruppo e concentrò la sua attenzione su un rock duro. Slick poi tornò nella band ma Kantner abbandonò il progetto poco dopo e avviò un'azione legale contro i suoi compagni riguardo al nome Jefferson. Dopo che Kantner vinse la sua battaglia legale, il gruppo si chiamò semplicemente Starship, ottenendo grandi successi con le hits We Built This City e Nothing's Gonna Stop Us Now.

#### Dagli anni ottanta a oggi: riunioni e nuovi scioglimenti

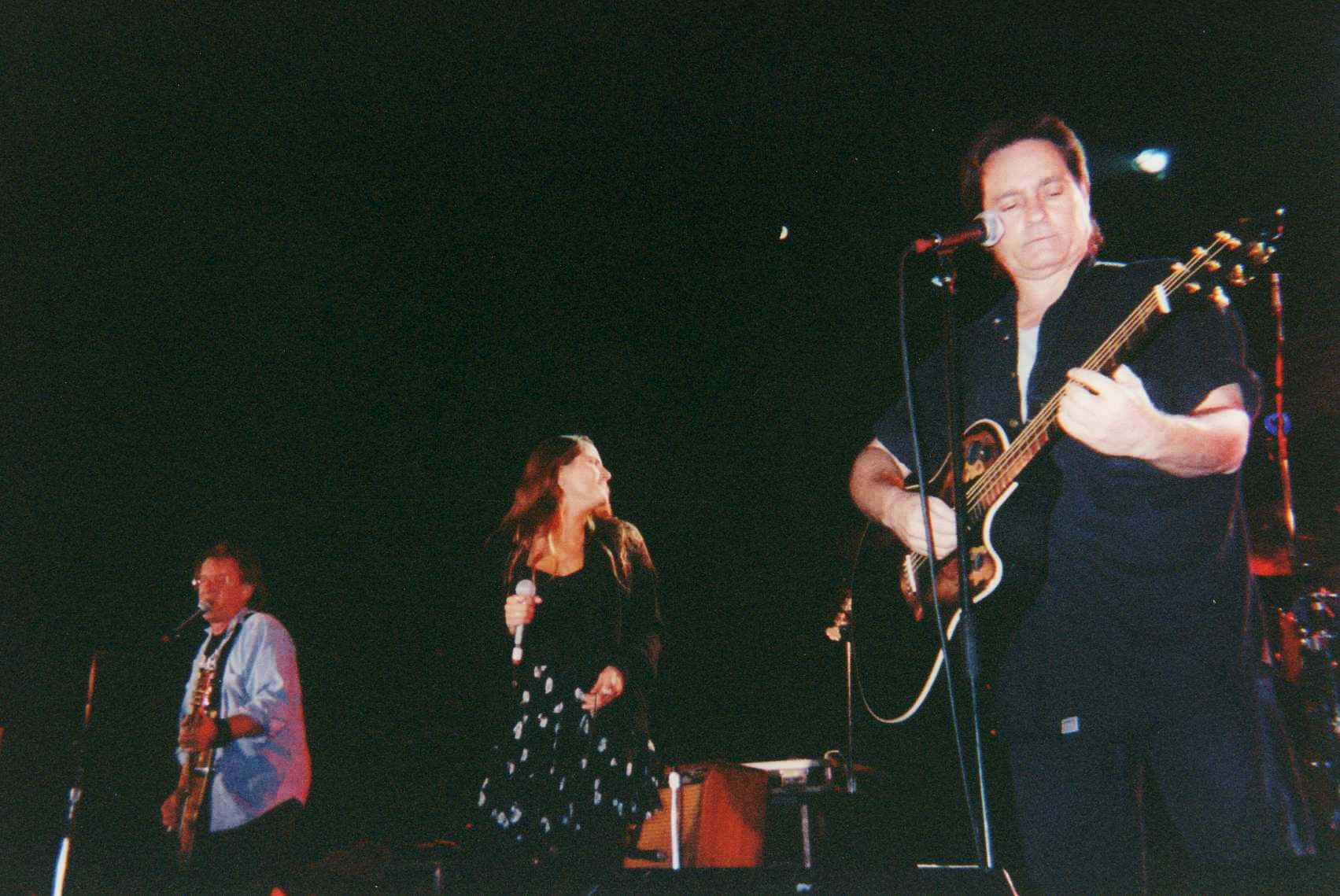
I Jefferson Starship in concerto a Santa Cruz: da sinistra Paul Kantner, Diana Mangano, e Marty Balin (1996)

Per la maggior parte degli anni settanta e durante i primi anni ottanta, le carriere di Slick, Kantner, Kaukonen e Casady furono occupate dai progetti solisti di ciascuno di loro, dal progetto Hot Tuna e da quello che era diventato il progetto "Jefferson Starship" (poi mutato in "Starship"). Nel 1981, Marty Balin compose un album che prese il suo nome, Balin, e che comprendeva i singoli Hearts e Atlanta Lady (Something About Your Love). In contrasto con il rock rivoluzionario dei suoi giorni dei Jefferson Airplane, Hearts era una ballata pop leggera, e diede a Balin anche un moderato successo tra il pubblico di età più matura. Nel 1985, successivamente all'abbandono dai Jefferson Starship, Paul Kantner si riunì con Balin e Jack Casady per formare la "KBC Band", pubblicando il loro unico album nel 1987, KBC Band (che comprendeva il brano America, scritto da Kantner). La KBC Band inoltre vedeva anche il sassofonista Keith Crossan, il tastierista Tim Gorman, il chitarrista Mark Slick Aguilar e il percussionista Darrell Verdusco.
Con la riunione di Kantner con Balin e Casady, la KBC Band aprì le porte a una ricostituzione dei Jefferson Airplane. Nel 1988 Paul Kantner contattò i membri originari dei Jefferson Airplane del periodo storico, proponendo loro una riunione temporanea, giusto per un disco e un tour. In un primo momento il solo Balin mostrò una certa contrarietà alla riunione, ma infine cedette sotto le pressioni dei fan e la formazione si ricostituì con l'eccezione di Spercer Dryden, sostituito alla batteria da Kenny Aronoff. Un album dal titolo Jefferson Airplane fu pubblicato dalla Columbia Records ed ebbe modeste vendite. Il tour seguente invece fu un buon successo, ma il loro incontro era stato predisposto per avere vita breve, perciò a conclusione dell'esperienza il gruppo venne sciolto ufficialmente.

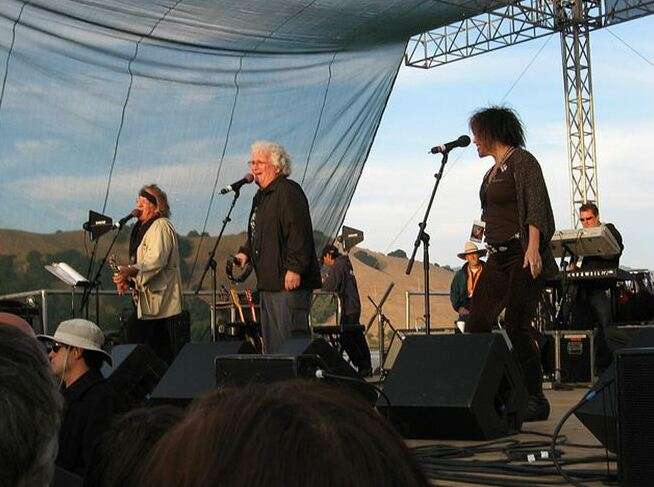
I Jefferson Starship a Stafford Lake (2006)

Oggi ci sono due versioni del progetto Jefferson Starship – una (con Thomas in prima linea) è ufficialmente promossa come Starship featuring Mickey Thomas e si concentra sulla musica più nuova dei Jefferson Starship/Starship dal 1979 al 1990. L'altra è una versione "rinata" del gruppo originale (spesso chiamata Jefferson Starship: The Next Generation oppure Jefferson Starship-TNG) che vede Kantner e Balin come leader e Diana Mangano al posto di Grace Slick come cantante femminile (nonostante Slick abbia fatto da guest vocals nell'album Windows of Heaven dei Jefferson Starship nel 1999). Quest'ultima band si esibisce spesso in concerti e ogni tanto Jack Casady prende parte agli eventi. Nel 2005, il bassista David Freiberg ritornò nel gruppo per il tour "Jefferson Family Galactic Reunion" e continua tutt'oggi ad andare in tour con la band. E in questa versione, i Jefferson nel luglio 2005 suonarono anche In Italia, partecipando al tour intitolato "Summer of love", dedicato in anticipo di due anni rispetto alla naturale scadenza nel 2007, al 40º anniversario del famoso concerto svoltosi nel Golden Gate Park nel 1967. In quel tour insieme ai Jefferson, salirono anche Country Joe MacDonald, The Big Brother's Holding Band (band originale di Janis Joplin) e il tastierista (ex Grateful Dead), grandi protagonisti della scena psichedelica di S. Francisco.
Dal 2007 i Jefferson Starship continuano ad andare in tour con la formazione seguente: Paul Kantner (voce, chitarra), David Freiberg (voce, basso, tastiera), Diana Mangano (voce), Slick Aguilar (chitarra solista), Chris Smith (tastiere) e Prairie Prince (batteria). Alla band a volte si aggiungono Balin, Gould, Gorman e l'ex tastierista dei Grateful Dead Tom Constanten.
Jorma Kaukonen ancora prosegue il suo cammino da solista, spesso suonando in oltre 100 spettacoli acustici all'anno in piccoli locali in tutto il paese. Ogni tanto Jack Casady lo raggiunge e i due suonano con il nome "Hot Tuna". Kaukonen inoltre ha un "camp guitar" nel sud dell'Ohio, dove insegna ad aspiranti virtuosi della chitarre il suo stile unico di fingerpicking blues.
Grace Slick si è ritirata dal mercato musicale dopo la riunione del 1989. Nel 1998 ha pubblicato la sua autobiografia Somebody to Love?. Dal suo ritiro, ha partecipato in alcune apparizioni ai concerti dei Jefferson Starship. Tra le sue esibizioni più importanti ricordiamo quella registrata negli album live Deep Space/Virgin Sky del 1995 e quella al concerto di beneficenza per l'11 settembre. Slick ha anche partecipato alla produzione di lavori come il debutto solista di Linda Perry nel 1996 e l'album degli Starship del 1999. Adesso è un'acclamata pittrice, la maggior parte dei suoi lavori si concentrano su vecchie leggende della musica e sul suo interesse per Alice nel Paese delle Meraviglie.

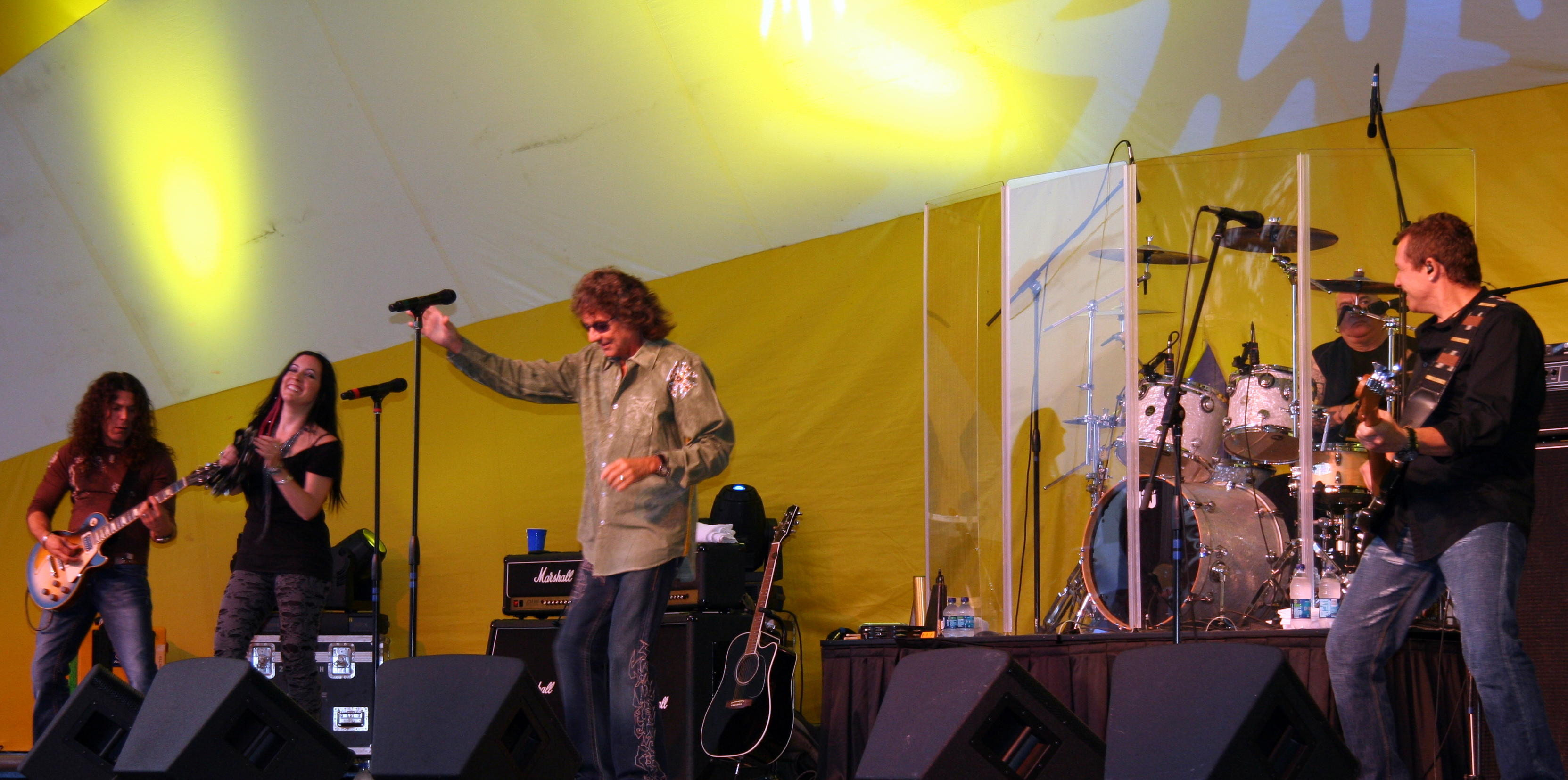
Starship (2010)

Il batterista originario Skip Spence morì il 16 aprile 1999 mentre Spencer Dryden, che aveva a lungo sofferto di problemi economici e di salute, morì di cancro al colon l'11 gennaio 2005, all'età di 66 anni.
Nel 2004 Marty Balin fece notare che al contrario di molti suoi contemporanei, tutti i membri originali dei Jefferson Airplane erano sopravvissuti agli anni sessanta.
Sempre nello stesso anno, la rivista musicale Rolling Stone inserì nella classifica delle 500 canzoni più belle di sempre i brani dei Jefferson Airplane Somebody to Love e White Rabbit che, dopo l'aggiornamento della lista avvenuto nel 2010, risultano rispettivamente al numero 279 e 483.

## Stile musicale
La formazione dei Jefferson Airplane ha attraversato anni cruciali non solo per le correnti musicali ma anche per i sommovimenti sociali e culturali che caratterizzarono la seconda metà degli anni sessanta. Nell'area di San Francisco quegli anni inizialmente costituirono il periodo dell'esplosione del folk; i Jefferson Airplane esordirono come gruppo di folk rock, per poi immergersi nella scena locale in cui magmaticamente si muovevano i dance show, il Trips Festival, i poeti di strada e gli attori della Mime Troupe, Allen Ginsberg e gli acid tests di Ken Kesey. In questo panorama il gruppo divenne l'alfiere musicale dell'acid rock come vessillo per il consumo di LSD, ma a fianco della psichedelia esaltata dai light show non mancarono esperienze di rock blues e di rock and roll.

## Giudizi critici
Secondo Piero Scaruffi I Jefferson Airplane divennero l'icona per eccellenza dell'acid-rock, degli hippies e dell'estate magica di San Francisco. È  forse una forma di giustizia divina che i Jefferson Airplane verranno dimenticati mentre i Grateful Dead e i velvet Underground saranno i gruppi più influenti sulla musica dei decenni successivi. In realtà i Jefferson Airplane non furono soltanto importanti come ispiratori, iniziatori, promotori di una stagione musicale, ma furono davvero grandi musicisti e scrissero davvero grande musica.
Secondo Giancarlo Nanni di Ondarock L'irrequieta storia del gruppo di Grace Slick è caratterizzata da continui cambi di formazione e di stili. Ma il periodo magico della band di San Francisco resta quello a cavallo tra i 60 e i 70, costellato di suite lisergiche e show psichedelici. Un'era di sogni hippie e inni rivoluzionari...  Formazione dai mutevoli nomi e dai camaleontici cambi di indirizzo musicale, i Jefferson Airplane hanno rappresentato la quintessenza dell'acid-blues americano degli anni 60 e uno degli emblemi più significativi, in ambito rock, del movimento hippie nato a Haight Ashbury (San Francisco)... La carriera dei Jefferson Starship prosegue con l'album venato di hard-rock Red Octopus (1975), con Spitfire (1976) e con il pessimo Earth (1978), dischi il cui valore qualitativo decrescente è premiato da consistenti volumi di vendita.

## Discografia

### Album in studio
- 1966 – Jefferson Airplane Takes Off
- 1967 – Surrealistic Pillow
- 1967 – After Bathing at Baxter's
- 1968 – Crown of Creation
- 1969 – Volunteers
- 1971 – Bark
- 1972 – Long John Silver
- 1989 – Jefferson Airplane

### Singoli
- 1966 - It's No Secret/Runnin' 'round This World
- 1966 - Come Up the Years/Blues From an Airplane
- 1966 - Bringing Me Down/Let Me In
- 1966 - My Best Friend/How Do You Feel
- 1967 - Somebody to Love/She Has Funny Cars
- 1967 - White Rabbit/Plastic Fantastic Lover
- 1967 - Ballad of You & Me & Pooneil/Two Heads
- 1967 - Watch Her Ride/Martha
- 1968 - Greasy Heart/Share alittle Joke (With the World)
- 1968 - Crown of Creation/Lather
- 1969 - Plastic Fantastic Lover/Other Side of This Life
- 1969 - Volunteers/We Can Be Together
- 1970 - Have You Seen the Saucers/Mexico
- 1971 - Pretty as You Feel/Wild Turkey
- 1972 - Long John Silver/Milk Train
- 1973 - Twilight Double Leader/Trial by Fire

## Formazione
Ultima
- Grace Slick — voce, pianoforte, organo elettrico, flauto dolce (1966—1973, 1989)
- Paul Kantner — chitarra ritmica, voce (1965—1973, 1989)
- Marty Balin — voce, percussioni, chitarra (1965—1971, 1989)
- Jorma Kaukonen — chitarra solista, voce (1965—1973, 1989)
- Jack Casady — basso (1965—1973, 1989)

Ex componenti
- Signe Toly Anderson — voce (1965—1966)
- Bob Harvey — basso (1965)
- Jerry Peloquin — batteria (1965)
- Skip Spence — batteria (1965—1966)
- Spencer Dryden — batteria, percussioni (1966—1970)
- Joey Covington — batteria, percussioni (1970—1972)
- Papa John Creach — violino elettrico (1970—1973)
- John Barbata — batteria, percussioni (1972—1973)
- David Freiberg — voce (1972—1973)
- Kenny Aronoff — batteria (1989)
- Peter Kaukonen — chitarra ritmica (1989)